# Philodromus shaochui
Philodromus shaochui är en spindelart som beskrevs av Yin et al. 2000. Philodromus shaochui ingår i släktet Philodromus och familjen snabblöparspindlar. Inga underarter finns listade i Catalogue of Life.